# Данцер, Эммерих
Эммерих Данцер (нем. Emmerich Danzer; родился 15 марта 1944 года в Вене, Австрия) — австрийский фигурист, выступавший в одиночном разряде. Трёхкратный чемпион мира и четырёхкратный чемпион Европы.

## Биография

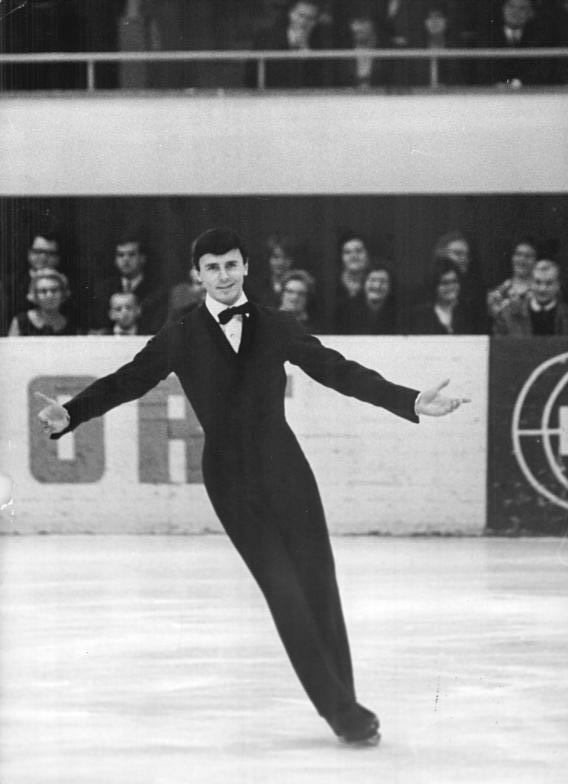
Эммерих Данцер в 1967 году.

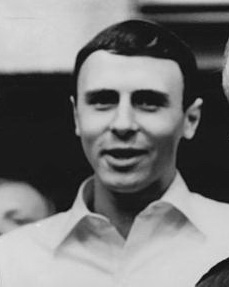
Данцер в 1966 году.

Эммерих Данцер начал кататься на коньках в возрасте 5 лет. Его тренером с 1953 года была Герта Вахтер.
В период между 1965 и 1968 годом Данцер был чемпионом Европы четыре раза, между 1966 и 1968 — чемпионом мира три раза.
Отличался сильным выполнением обязательных фигур и произвольных программ. Тем не менее, он не смог выиграть Олимпийскую медаль. Данцер был в числе фаворитов на зимних Олимпийских играх 1968 года, но в одной из обязательных фигур он почти остановился и не выполнил фигуру достаточно хорошо. В итоге, занял 4 место, несмотря на блестящую произвольную программу. Благодаря харизматичному образу, был очень популярен среди поклонников, и поклонники не могли смирится с его поражением. Однако, Эммерих заявил, что его 4 место совершенно справедливо, ведь обязательные фигуры (в настоящее время соревнования по ним не проводятся) — часть этого спорта.
В 1966 и в 1967 годах Эммерих Данцер был выбран австрийским спортсменом года.
В 1968 году он закончил любительскую карьеру. До 1975 года участвовал в шоу «Wiener Eisrevue» и «Holiday on Ice», а в период с 1975 по 1989 год работал в качестве тренера в США.
В период между 1995 и 1997 годах он был президентом австрийской ассоциации фигурного катания (Österreichischer Eiskunstlaufverband). С 2000 года председатель клуба фигурного катания «Wiener Eislaufverein».
Кроме того, Эммерих Данцер работает в страховой компании в Вене и отвечает за страхование спортивных мероприятий и спортсменов.
Также, Данцер работает комментатором на австрийском телевидении ORF. В течение многих лет он вместе с Ингрид Вендль комментирует соревнования по фигурному катанию для австрийской публики.

## Спортивные достижения
| Соревнования/Сезон      | 1961 | 1962 | 1963 | 1964 | 1965 | 1966 | 1967 | 1968 |
| ----------------------- | ---- | ---- | ---- | ---- | ---- | ---- | ---- | ---- |
| Зимние Олимпийские игры |      |      |      | 5    |      |      |      | 4    |
| Чемпионаты мира         |      | 7    | 9    | 5    | 5    | 1    | 1    | 1    |
| Чемпионаты Европы       | 5    | 5    | 3    | 4    | 1    | 1    | 1    | 1    |